# 1975-ös Roland Garros
Az 1975-ös Roland Garros az év második Grand Slam-tornája, a Roland Garros 74. kiadása volt, amelyet június 2–15 között rendeztek Párizsban. Férfiaknál a svéd Björn Borg, nőknél az amerikai Chris Evert nyert.

## Döntők

### Férfi egyes
Björn Borg -  Guillermo Vilas 6-2, 6-3, 6-4

### Női egyes
Chris Evert -  Martina Navratilova 2-6, 6-2, 6-1

### Férfi páros
Brian Gottfried /  Raúl Ramírez -  John Alexander /  Phil Dent 6-2, 2-6, 6-2, 6-4

### Női páros
Chris Evert /  Martina Navratilova -  Julie Anthony /  Olga Morozova 6-3, 6-2

### Vegyes páros
Fiorella Bonicelli /  Thomaz Koch -  Pam Teeguarden /   Jaime Fillol 6-4, 7-6